# Salmgasse 9/11

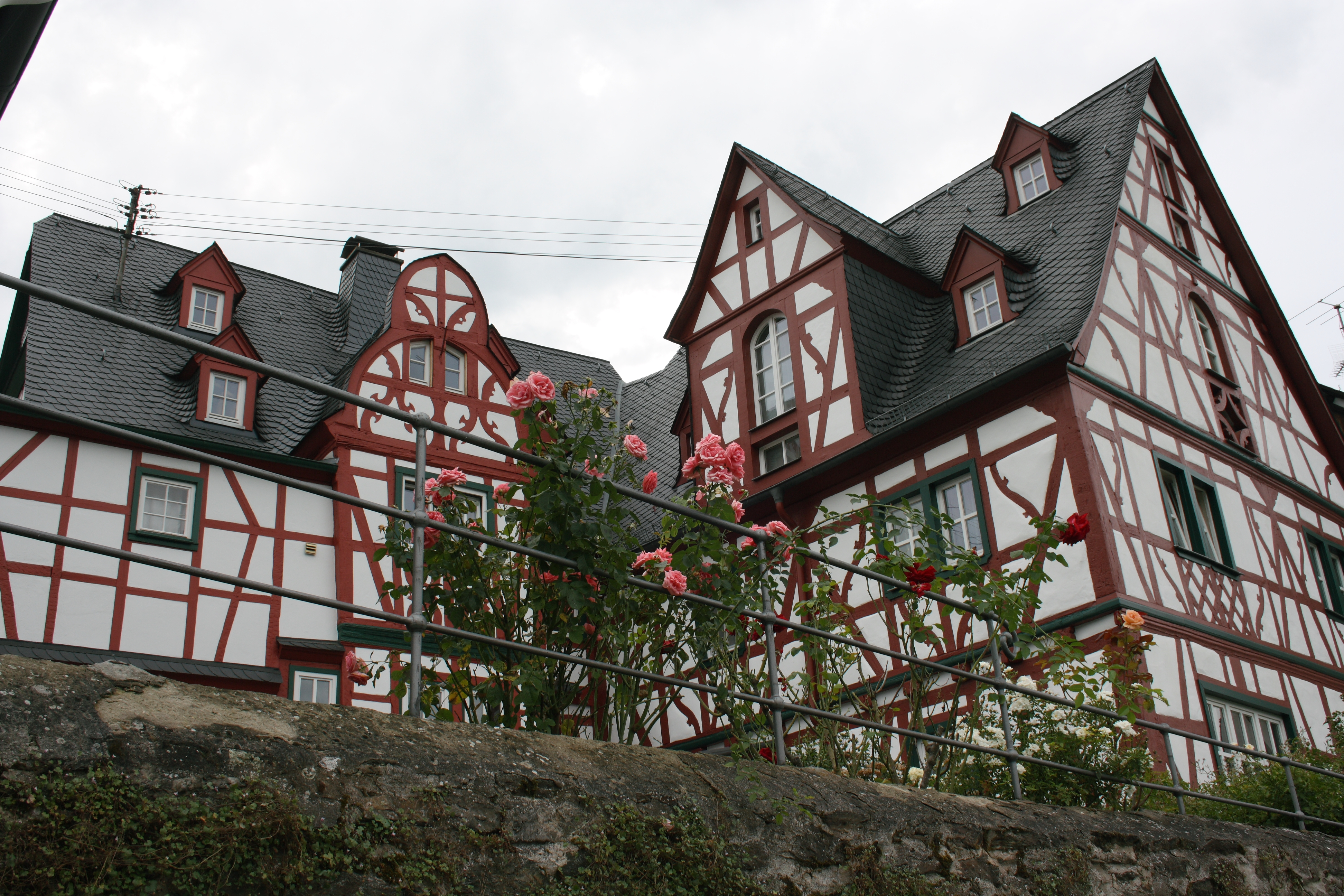
Haus Salmgasse 9/11 in Niederspay

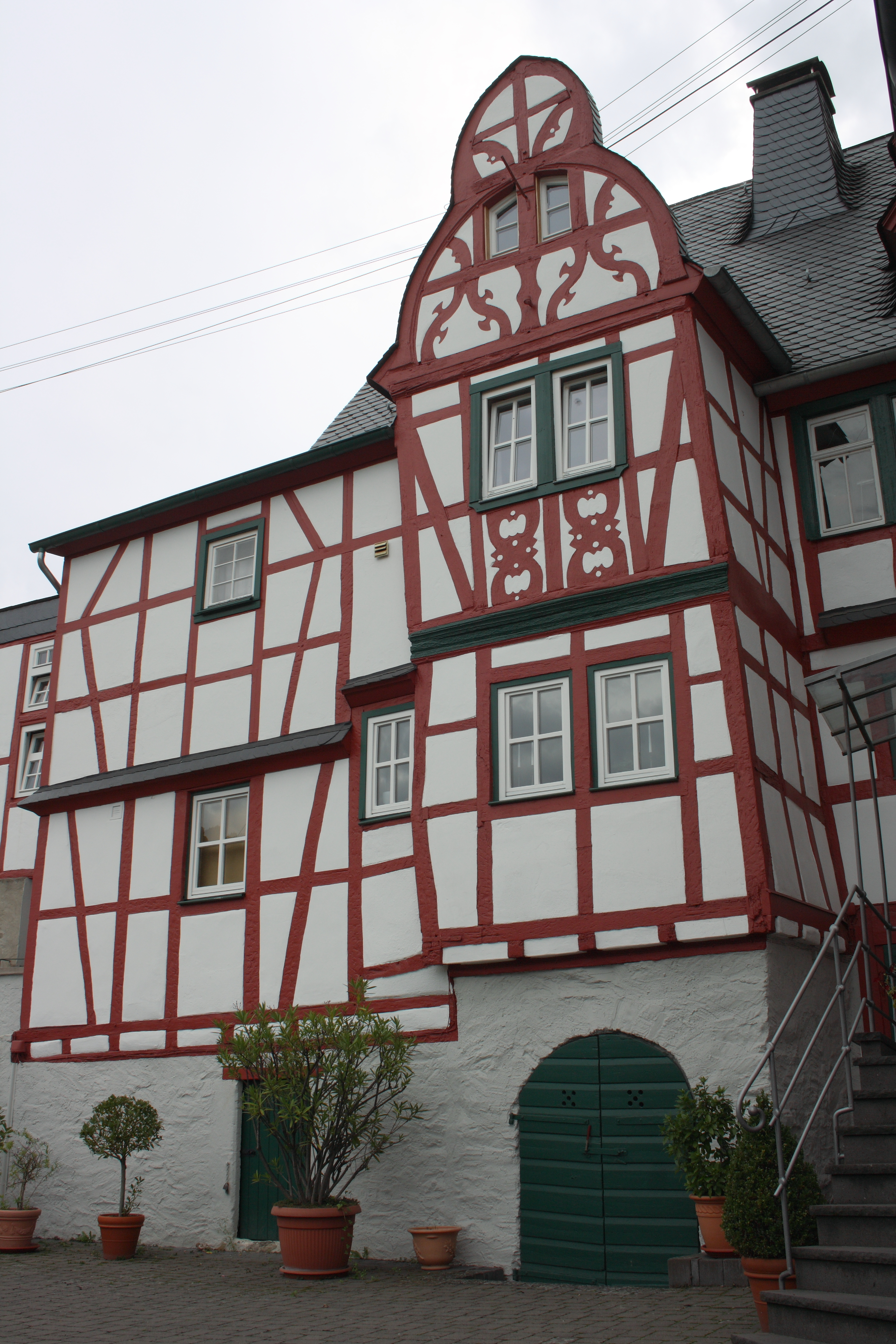
Erker des linken Gebäudeteils

Das Haus Salmgasse 9/11 ist ein Fachwerkhaus in Niederspay, einem Ortsteil der Gemeinde Spay im Landkreis Mayen-Koblenz in Rheinland-Pfalz, das im 16. Jahrhundert errichtet wurde. Das Gebäude ist ein geschütztes Baudenkmal.

## Beschreibung
Der Winkelbau, heute ausschließlich als Wohnraum genutzt, war ursprünglich ein landwirtschaftliches Anwesen, das Wohnteil, Scheune und Stallungen vereinigte. Der etwas zurückgesetzte Flügel (Salmgasse 9), im Kern vermutlich aus dem 16. Jahrhundert, besitzt zur Rheinseite einen zweigeschossigen Erker mit hohem Zwerchgiebel. Der Giebel besteht aus zwei übereinander stehenden Halbkreisen. Der rechte Teil des Winkelbaus (Salmgasse 11) wurde 1717 angebaut. Der Stockwerksbau besteht aus zwei Fachwerkstöcken, mit leichter Vorkragung des ersten Stockes, und zwei Dachstöcken. Er weist die typischen Zierformen der Bauzeit auf: Halbe Männer an den Eckständern und in der Mitte ein Ganzer Mann.  